# Trung tâm Quốc tế Trung Quốc
China International Center là một tòa nhà cao tầng tại thành phố Quảng Châu, Trung Quốc. Tòa nhà này cao 270 m, có 62 tầng, hoàn thành năm 2007. Đến nay, đây là tòa nhà cao thứ 70 thế giới.